# Габершток, Карл
Карл Габершток (нем. Karl Haberstock; 19 июня 1878, Аугсбург — 6 сентября 1956, Мюнхен) — немецкий торговец художественными ценностями, сделавший карьеру в нацистской Германии. Первоначально вёл сделки с предметами искусства XIX века, в 1920-е годы перенёс свои интересы на творчество Старых мастеров. При национал-социалистах Габершток активно занимался политикой в области искусства и входил в состав комиссии по реализации объектов «дегенеративного искусства». Габершток наладил непосредственный контакт с Адольфом Гитлером и снабжал его приобретаемыми во Франции предметами искусства для личной коллекции фюрера и впоследствии для будущего Музея фюрера в Линце. После Второй мировой войны Габершток был признан пособником гитлеровского режима, но по решению апелляционного суда амнистирован. Продолжил работать на рынке художественных ценностей и занимался меценатством в Аугсбурге.

## Биография
Карл Габершток родился в семье аугсбургского банкира. Выучившись на банкира, Габершток в 1905 году открыл в Вюрцбурге магазин по торговле фарфором и картинами, чтобы распродать наследство отца. В 1907 году Габершток открыл галерею в Берлине. Дела у Габерштока шли вяло, но он сумел зарекомендовать себя. Занимался в основном предметами искусства XIX века, в том числе распродавал крупные части наследства Карла Шуха, затем занялся торговлей картинами Вильгельма Трюбнера, Вильгельма Лейбля и Фрица фон Уде.
В середине 1920-х годов Габершток сконцентрировался на творчестве Старых мастеров. После Первой мировой войны и охватившей страну инфляции на рынке появились крупные художественные коллекции, например, Эрнста Зеегера или Джеймса Симона. Габершток закупал их по частям, обеспечив сохранность своих капиталов от инфляции. Его клиентура придерживалась консервативных и антисемитских взглядов, тем не менее, нет достоверных сведений о том, что Габершток разделял эти идеи. Габершток вёл торговлю не только картинами немецких художников и Старых мастеров, но и французских реалистов Гюстава Курбе и Эдуарда Мане. Новые направления в искусстве его не привлекали, он не видел в них рыночного потенциала. Габерштоку часто приписывают ненависть к импрессионистам, документальных подтверждений этому не обнаружено.
Карл Габершток поддерживал контакты со многими видными деятелями в сфере искусства: Вильгельмом фон Боде в Берлине, Гансом Поссе — в Дрездене, Густавом Глюком — в Вене и Густавом Паули — в Гамбурге. Габершток продавал картины таким знаменитым музеям, как Национальная галерея в Берлине или Государственные художественные собрания Дрездена. К 80-му дню рождения Вильгельма фон Боде Карл Габершток подарил ему картину кисти Эсайаса ван де Велде.
В марте 1933 года Карл Габершток вступил в НСДАП. По его признанию, он хотел добиться влиятельности, чтобы эффективнее бороться с нормами закона об аукционах. Впервые Габершток продал картину Гитлеру, с 1935 года занявшемуся собственной художественной коллекцией, в мае 1936 года, это была «Венера и Амур» Париса Бордоне. Приобретение этой картины ознаменовало начало систематической деятельности Гитлера-коллекционера. В Фюрербау в Мюнхене Габершток провёл экспертизу других приобретений Гитлера и обнаружил в его коллекции три подделки. Гитлер лично бывал в галерее Габерштока. За коллекционером Гитлером к Габерштоку за искусством потянулись и другие нацистские бонзы: Йозеф Геббельс, Герман Геринг и Альберт Шпеер. Габершток использовал своё влияние на Гитлера с тем, чтобы заблокировать закон о фиксации цен на картины, предложенный Имперской палатой культуры и угрожавший, по мнению Габерштоку, всему рынку художественных ценностей. Габершток также замолвил словечко перед Гитлером за репрессированного Ганса Поссе, и ко всеобщему удивлению тот вскоре был назначен Гитлером специальным уполномоченным по Музею фюрера в Линце. После 1939 года Карл Габершток являлся главным закупщиком будущих экспонатов Музея фюрера и приобрёл для него в общей сложности 169 произведений искусства. Благодаря своим связям с Гитлером Габерштоку удалось защитить еврейскую семью внучки Джеймса Симона, с которой он вёл дела в 1920-е годы. Габершток помог ещё нескольким преследуемым в Третьем рейхе.
В мае 1938 года Геббельс включил Габерштока в состав созданной комиссии по реализации предметов «дегенеративного искусства». Габершток в личном разговоре с Гитлером убедил провести аукцион художественных произведений, конфискованных из музеев Германии, в галерее Фишера в Люцерне. Аукцион не принёс Габерштоку прибыли, но укрепил его позиции на европейском рынке художественных ценностей. Габершток сам не работал с современным искусством, и например, запрос о цене на работы Эмиля Нольде перенаправлял к антиквару Фердинанду Мёллеру. Карл Габершток безуспешно пытался убедить комиссию по реализации не сжигать предметы «дегенеративного искусства», а отправить их на музейное хранение для проведения впоследствии новой экспертизы. Вместе с Рольфом Гечем Габерштоку удалось продать частным лицам за границу большое количество произведений искусства, в том числе «Красных коней» Франца Марка и тем самым спасти их от огня. Габершток пытался вернуть некоторые картины, например, ранние работы Ловиса Коринта и Паулы Модерзон-Беккер. В итоге было спасено 88 картин, 41 скульптура и 47 произведений графики.
С началом Второй мировой войны Карл Габершток работал на оккупированных территориях. Вместе с Поссе Габершток выехал в Париж в октябре 1940 года, где участвовал в передаче галереи Вильденштейн в арийскую собственность. Габершток наладил во Франции контакты с 75 торговцами и агентами, которые по его поручению разыскивали и приобретали интересные ему произведения искусства. Габершток также приобретал произведения искусства у беженцев. В результате давнего конфликта Габерштока с преемником Поссе Германом Фоссом Габершток попал в опалу у властей Третьего рейха и в декабре 1943 года вышел из НСДАП. В конце войны Габершток с женой бежал в Ашбах, где был задержан и допрошен американцами. В процессе денацификации Габершток был осуждён как пособник режима, чьи связи с руководством Третьего рейха были исключительно деловыми. В апелляционном процессе Габершток был освобождён от ответственности. В послевоенное время Габершток продолжил работу в сфере искусства и вместе с женой занялся прославившим его в Аугсбурге меценатством.